# AIRrepublic
AIRrepublic was een restaurant van Sergio Herman in Cadzand-Bad, Nederland.
AIRrepublic was gelegen in de jachthaven van Cadzand-Bad en werd 31 maart 2017 geopend. De keuken staat onder leiding van Nicolas Misera Wentein; Baptiste Van Steenkiste is de zaalverantwoordelijke. Er worden voornamelijk eenvoudige gerechten geserveerd met vis en schaal- en schelpdieren. De focus ligt daarbij op de klassieke gerechten die door Sergio Herman zijn ontwikkeld. Lokale Zeeuwse producten spelen een belangrijke rol.
Acht maanden na de opening behaalde het restaurant een Michelinster met chef-kok Alex Buiten. In 2019 behaalde AIRrepublic 15,5 op 20 in de GaultMillau.
Naast het restaurant AIRrepublic is er ook nog AIRcafé.